# Agarak (Lorri)
Pour les articles homonymes, voir Agarak (homonymie).
Agarak (en arménien Ագարակ) est une communauté rurale du marz de Lorri en Arménie. En 2008, elle compte 1 223 habitants.